# Tadeusz Zdzisław Sklepiński
Tadeusz Zdzisław Sklepiński (ur. 30 stycznia 1901 we Lwowie, zm. wiosną 1940 w Charkowie) – kapitan artylerii Wojska Polskiego, kawaler Orderu Virtuti Militari, ofiara zbrodni katyńskiej.

## Życiorys
Syn Karola i Adeli z Brejterów urodzony we Lwowie. Absolwent szkoły realnej i austriackiej szkoły kadetów. Od 1918 w Wojsku Polskim. Brał udział w obronie Lwowa. Przydzielony do 1 baterii 5 pułku artylerii ciężkiej. 31 maja 1919 pod Zborowem został ciężko ranny. Walczył w całej kampanii wojny 1920.
W 1922 przeniesiony do rezerwy, z przydziałem do 6 pułku artylerii ciężkiej. W tym samym roku zdał maturę. Awansował na kolejne stopnie w korpusie oficerów rezerwy artylerii: podporucznika (ze starszeństwem z dniem 1 lipca 1925), porucznika (29 stycznia 1932 ze starszeństwem z dniem 2 stycznia 1932 i 201. lokatą) i kapitana (ze starszeństwem z dniem 1 stycznia 1937 i 1. lokatą). W 1928 ukończył kurs oficerów rezerwy w Szkole Podchorążych Rezerwy Artylerii we Włodzimierzu Wołyńskim, a w 1932 kurs dowódców baterii w Centrum Wyszkolenia Artylerii w Toruniu.
Pracował w magistracie we Lwowie, a od 1923 w Centralnej Kasie Spółek Rolniczych.
W kampanii wrześniowej 1939 w Dowództwie Grupy Obrony Lwowa. Po agresji ZSRR na Polskę dostał się do niewoli sowieckiej i osadzono go w obozie w Starobielsku. Wiosną 1940 został zamordowany przez funkcjonariuszy NKWD w Charkowie i pogrzebany w bezimiennej mogile zbiorowej w Piatichatkach, gdzie od 17 czerwca 2000 mieści się oficjalnie Cmentarz Ofiar Totalitaryzmu w Charkowie. Figuruje na Liście Starobielskiej NKWD pod poz. 3217.

## Upamiętnienie
5 października 2007 minister obrony narodowej Aleksander Szczygło – decyzją nr 439/MON – mianował go pośmiertnie na stopień majora. Awans został ogłoszony 9 listopada 2007 w Warszawie, w trakcie uroczystości „Katyń Pamiętamy – Uczcijmy Pamięć Bohaterów”.

## Ordery i odznaczenia
- Krzyż Srebrny Orderu Virtuti Militari nr 5730[13]
- Krzyż Obrony Lwowa